# Freedom House
Freedom House er en amerikansk NGO, der blandt andet måler demokrati, herunder måltes i 2017 65 landes Internet- overvågning. Målingerne har en maksimal score på 100, hvor der måles for forhindringer i adgang til Nettet, begrænsninger af indhold, og krænkelser af brugerrettigheder. Af de 65 lande der blev vurderet i målingen, betegnedes 32 lande som værende i generelt fald siden 2016-opgørelsen.
Nøgle-punkter fra Freedom House's 2017-opgørelse lyder:
- Online manipulation og disinformation-taktik spillede en væsentlig rolle i valg i mindst 18 lande i løbet af det sidste år (2016/2017), herunder USA.
- Disinformation-taktik bidrog til et syvende år i træk af det samlede fald i internetfrihed, ligesom en stigning i forstyrrelser på mobile internettjenester, og stigninger i fysiske og tekniske angreb på menneskerettighedsforkæmpere og uafhængige medier.
- Et rekord stort antal regeringer har begrænset mobil Internet service af politiske eller sikkerhedsmæssige grunde, ofte i områder, der er befolket af etniske eller religiøse minoriteter.
- For tredje år i træk var Kina verdens værste misbruger af internetfrihed, efterfulgt af Syrien og Etiopien.